# 霍爾茨巴赫河 (阿瑟河支流)
51°37′49.77″N 8°0′50.27″E / 51.6304917°N 8.0139639°E
霍爾茨巴赫河（德語：Holzbach），是德國的河流，位於該國西部，處於北萊茵-威斯特法倫州，屬於阿瑟河的左支流，河道全長3.9公里，發源地海拔高度78米。